# Империя (провинция)
 Тази статия е за италианската провинция.  За други значения вижте Империя (пояснение).  
Империя (на италиански: Provincia di Imperia) е провинция в Италия, в региона Лигурия.
Площта ѝ е 1156 км², а населението – около 220 000 души (2007). Провинцията включва 66 общини, административен център е град Империя.

## Административно деление
Провинцията се състои от 66 общини:
- Империя
- Айроле
- Акуила д'Ароша
- Априкале
- Армо
- Ауриго
- Бадалуко
- Баярдо
- Боргето д'Ароша
- Боргомаро
- Бордигера
- Вазия
- Валебона
- Валекрозия
- Вентимиля
- Весалико
- Вила Фаралди
- Диано Арентино
- Диано Кастело
- Диано Марина
- Диано Сан Пиетро
- Долчеакуа
- Долчедо
- Изолабона
- Кампоросо
- Каравоника
- Кастеларо
- Кастел Виторио
- Киузавекия
- Киузанико
- Козио ди Ароша
- Костарайнера
- Лучинаско
- Мендатика
- Молини ди Триора
- Монталто Карпазио
- Монтегросо Пиан Лате
- Оливета Сан Микеле
- Оспедалети
- Периналдо
- Пиеве ди Теко
- Пиетрабруна
- Пиня
- Помпеяна
- Понтедасио
- Порнасио
- Прела
- Ранцо
- Рецо
- Рива Лигуре
- Рокета Нервина
- Сан Бартоломео ал Маре
- Сан Биаджо дела Чима
- Сан Лоренцо ал Маре
- Санто Стефано ал Маре
- Санремо
- Себорга
- Солдано
- Таджа
- Терцорио
- Триора
- Чезио
- Черво
- Чериана
- Чивеца
- Чипреса